# Brachythemis lacustris
Brachythemis lacustris là một loài chuồn chuồn ngô thuộc họ Libellulidae. Nó được tìm thấy ở Angola, Botswana, Burkina Faso, Cộng hòa Dân chủ Congo, Bờ Biển Ngà, Guinea Xích Đạo, Ethiopia, Gambia, Ghana, Guinea, Kenya, Liberia, Malawi, Mozambique, Namibia, Niger, Nigeria, Senegal, Somalia, Nam Phi, Sudan, Tanzania, Togo, Uganda, Zambia, Zimbabwe, và có thể cả Burundi. Môi trường sống tự nhiên của chúng là rừng khô nhiệt đới hoặc cận nhiệt đới, rừng ẩm vùng đất thấp nhiệt đới hoặc cận nhiệt đớis, xavan khô, xavan ẩm, vùng cây bụi khô khu vực nhiệt đới hoặc cận nhiệt đới, vùng cây bụi ẩm khu vực nhiệt đới hoặc cận nhiệt đới, sông ngòi, và sông có nước theo mùa.